# وراثت اتوزومال غالب
وراثت اتوزومال غالب (Autosomal dominant) نوعی از وراثت است که در آن اول ژن‌ها روی کروموزوم‌های اتوزومال قرار گرفته اند ثانیا در برابر الل دیگر بروز بیشتری دارند (یعنی غالب هستند).  
به عنوان مثال اگر فردی برای گروه خونیش دارای دو الل A و O باشد گروه خونی وی A خواهد بود و فقط اگر هر دو الل O باشند وی دارای گروه خونی O خواهد شد لذا الل A نسبت به الل O غالب است. کشیش اتریشی مندل نخستین کسی بود که به بیان این نوع وراثت پرداخت.
اگر آلل‌های یک صفت روی کروموزوم‌های اتوزوم باشند آن صفت وراثت اتوزومال دارد (یعنی به نسبت مساوی احتمال دارد به فرزندان صرفنظر از جنسیت به ارث برسد) وگرنه انتقال آن تابع جنسیت خواهد بود.

## بیماری‌زایی
برخی بیماری‌های ژنتیکی الگوی توارثی اتوزومال غالب دارند مانند نوروفیبروماتوز ، استئوژنز ایمپرفکتا و بیماری هانتینگتون ویژگی این نوع بیماری‌ها عبارتند از:
۱. به نسبت مساوی در فرزندان پسر و دختر احتمال بروز دارند.
۲. اگر یکی از والدین مبتلا باشد حداقل ۵۰% احتمال ابتلای فرزندان وجود دارد (صرفنظر از جهش و بروز). اگر والد مبتلا هوموزیگوت باشد صددرصد نوزادان مبتلا هستند.
۳. این نوع بیماری‌ها (بخصوص انواع اسکلتی عضلانی) اغلب بتدریج در کودک مشاهده شده و بتدریج پیشرفت میکنند.